# Vicentini Gomez
Vicentini Gomez (Presidente Prudente, 26 de fevereiro de 1957) é um ator e diretor brasileiro.

## Biografia
Vicentini Gomez iniciou a carreira artística em 1976 como autor, mímico, ator e diretor, tanto na televisão como no teatro e cinema. Atuou em diversas novelas na Rede Globo, como o Delegado Cavalcante, em Joia Rara; o  Serjão, sequestrador atrapalhado de Carminha, interpretada por Adriana Esteves, em Avenida Brasil (telenovela); Paolo Bianchi na novela Cama de Gato (telenovela) e Malhação (16ª temporada) como Dom Cornélio. Fez também a minissérie Amazônia, de Galvez a Chico Mendes, onde representou o seringalista “Cel. Alencar”, na luta pela independência do Acre. Na série Minha Nada Mole Vida, fez o português “Blota”, e na minissérie Um só coração, foi o escritor Graça Aranha, peça chave na Semana de Arte Moderna; atuou ainda em humorísticos e series como Megatom, O Dentista Mascarado e A Mulher do Prefeito. No Sistema Brasileiro de Televisão representou o mordomo Domingos em Pícara Sonhadora. Na TV Manchete atuou em Kananga do Japão e A História de Ana Raio e Zé Trovão. Entre 2015 e 2016 Fez o divertido e comilão italiano Giuseppe Cavichioli na novela Cúmplices de um Resgate, no SBT.
No teatro, esteve em cartaz durante doze anos com o espetáculo “Confidências de um Espermatozóide Careca”. Em 2006, rodou o Brasil com a comédia “506 anos de Besteirol” e, em parceria com Josmar Martins, escreveu a peça “Tal Pai, Tal Filho”, que cumpriu temporada no Teatro Sérgio Cardoso, com os atores Carlo Briani e Douglas Aguillar. Escreveu recentemente a comédia “Espelho Meu”, com reflexões sobre o relacionamento de mãe e filha, em suas diversas etapas.
Em 2004/2005 produziu, roteirizou e dirigiu a série “Consciência na Cultura”, transmitida pela TV Cultura, realizada em parceria com a Universidade Estadual Paulista, onde transformava teses de doutorado e dissertações de mestrado em documentários para a Televisão.
No cinema, busca a reflexão sobre cidadania e direitos humanos, trajetória que escolheu como temática de seus filmes, destinados a festivais de cinema e vídeo do Brasil e exterior. O Rio da Minha Terra, Paúra, Juqueriquerê e O Anônimo foram classificados e premiados em importantes festivais do Brasil e exterior. Seu último filme “Doutor hipóteses” foi classificado, exibido e premiado em festivais internacionais de cinema em três continentes: Europa (Itália) América (USA, VENEZUELA E BRASIL e Ásia (INDIA E SINGAPURA), sendo condecorado com 23 prêmios nas categorias de melhor ator, melhor diretor, melhor roteiro, melhor filme, melhor trilha sonora e narrativa.
Vicentini também atuou em diversos comerciais para TV e Cinema; com filmes premiados no Festival de Publicidade de Cannes; como: "Bemge - Inimigos"; "Líder Táxi Aéreo" e "Farinha de Trigo Boa Sorte". Roteirizou e dirigiu comerciais e vídeos institucionais; entre eles: "Santa Catarina Informática" e "Bevorelli Utilidades".
Atualmente em fase de captação de recursos para os filmes: “Duzinda”, adaptação do livro de Clotilde Chaparro e do infantil “Berimbau”.
Na pandemia publicou 6 livros pela Editora Laços: Cenas Femininas e Outras Ilações – 2020, Dos Tempos Em Que Eu Tinha Medos – 2021, Café Com Leite – 2021, Valha-Me Deus! – 2021, O Vendedor De Sacis e Outras Lorotas – 2021, A Vaca Fumaça – 2022.
Vicentini representa o Italiano Giuseppe Cavichioli da versão brasileira da novela Cúmplices de um Resgate, produzida pelo SBT. Em cartaz na NETFLIX.

## Filmografia
| Ano       | Título                                                                 | Trabalho                             | Papel            | Gênero                    |
| --------- | ---------------------------------------------------------------------- | ------------------------------------ | ---------------- | ------------------------- |
| 2000      | O Rio da minha Terra                                                   | Produtor,Diretor e roteirista        | ---              | Curta-Metragem            |
| 2001      | Paúra                                                                  | Produtor,Diretor e roteirista        | ---              | Curta Metragem            |
| 2001      | Samba Doido                                                            | Produtor,Diretor e roteirista        | ---              | Ficção                    |
| 2002      | Viagem Insólita                                                        | Produtor, Diretor e Roteirista       | ---              | Curta-Metragem            |
| 2004      | Metafisicando                                                          | Produtor, Diretor e Roteirista       | ---              | ---                       |
| 2004      | Sindromânica                                                           | Produtor, Diretor e Roteirista       | ---              | ---                       |
| 2004/2005 | Série "Consciência na Cultura"                                         | Produtor, Diretor e Roteirista       | ---              | Documentário              |
| 2005      | Juqueriquerê                                                           | Produtor, Diretor e Roteirista       | ---              | Documentário              |
| 2005      | O Violino                                                              | Produtor, Diretor e Roteirista       | ---              | Documentário              |
| 2006      | Minha Cidade-Cabreúva                                                  | Produtor, Diretor e Roteirista       | ---              | Documentário              |
| 2007      | Fentepp                                                                | Produtor, Diretor e Roteirista       | ---              | Documentário              |
| 2007      | Cadê Meu Ônibus?                                                       | Produtor, Diretor e Roteirista       | ---              | Documentário              |
| 2007      | Matarazzo-Uma Historia                                                 | Produtor, Diretor e Roteirista       | ---              | Documentário              |
| 2008      | Porto das Monções                                                      | Produtor, Diretor e Roteirista       | ---              | Documentário              |
| 2009      | Os Caminhos de Sorocaba                                                | Produtor, Diretor e Roteirista       | ---              | Documentário              |
| 2010      | Cidade Azul                                                            | Produtor, Diretor e Roteirista       | ---              | Documentário              |
| 2010      | Alquimistas & Mineradores                                              | Produtor, Diretor e Roteirista       | ---              | Documentário              |
| 2011      | Recordadores e Recordações                                             | Produtor, Diretor e Roteirista       | ---              | Documentário              |
| 2011      | Visões                                                                 | Produtor, Diretor e Roteirista       | ---              | Documentário              |
| 2012      | Terra dos Taperas                                                      | Produtor, Diretor e Roteirista       | ---              | Documentário              |
| 2012      | A Gente Sorocabana                                                     | Produtor, Diretor e Roteirista       | ---              | Série Documental          |
| 2013      | O Anônimo                                                              | Produtor, Diretor e Roteirista       | ---              | Ficção                    |
| 2014      | Plaquita - Brincando e Aprendendo com Ruas, Becos, Avenidas & Alamedas | Produtor, Diretor e Roteirista       | ---              | Documentário com Animação |
| 2014      | Justiça! Uma História                                                  | Produtor, Diretor e Roteirista       | ---              | Documentário              |
| 2017      | Histórias e Estórias                                                   | Produtor, Diretor e Roteirista       | ---              | Documentário              |
| 2020      | Doutor Hipóteses                                                       | Produtor, Ator, Diretor e Roteirista | Doutor Hipóteses | Ficção                    |

## Teatro
Vicentini atuou em 31 espetáculos como Ator, mímico e Diretor, destacando-se:
| Peça                                     | Função |
| ---------------------------------------- | ------ |
| Confidências de Um Espermatozoide Careca | Ator   |
| 506 Anos de Besteirol                    | Ator   |
| A Invenção da Terra do jeitinho          | Ator   |
| Picardias do Picadeiro                   | Ator   |
| O Analista de Bagé                       | Ator   |
| Ladrão de Mulher                         | Ator   |
| A Marquesa e o Imperador                 | Ator   |
| Dois Palhaços e uma Zebra                | Ator   |
| Estórias Urbanas                         | Ator   |
| O Palhaço do Chapeuzinho Vermelho        | Ator   |
| Bocas da Cidade                          | Ator   |
| Três Homens Baixos                       | Ator   |
| Eles Não Usam Black Tie                  | Ator   |

Foi também autor de 15 textos para adultos e crianças, destacando-se:
| Peça                                                    | Função |
| ------------------------------------------------------- | ------ |
| Segurando a Ceroula                                     | Autor  |
| As Maluquices do Picadeiro                              | Autor  |
| O Detetive Palhaço                                      | Autor  |
| As Traquinagens de Zung e Tung no Castelo da imaginação | Autor  |
| Eva e Adão no Paraíso                                   | Autor  |
| Tal Pai, Tal Filho                                      | Autor  |
| Alquimistas Inventores de Inventos                      | Autor  |

Dirigiu 20 espetáculos teatrais, com destaque para:
| Peça                                             | Função  |
| ------------------------------------------------ | ------- |
| Eva & Adão no Paraíso                            | Diretor |
| PIM; PUM. PLOC - Andarilhos; Palhaços e Mutantes | Diretor |
| Bocas da Cidade                                  | Diretor |

## Prêmios
| Ano  | Premiação                               | Categoria                                                                                        | Resultado |        |
| ---- | --------------------------------------- | ------------------------------------------------------------------------------------------------ | --------- | ------ |
| 1981 | Troféu Mambembe                         | Mímico                                                                                           | Venceu    |        |
| 1981 | Festival de verão de Madri              | Melhor Ator                                                                                      | Venceu    |        |
| 1982 | Prêmio APAPOTIJ                         | Mímico                                                                                           | Venceu    |        |
| 1985 | Prêmio Apetesp                          | Melhor Ator                                                                                      | Indicado  |        |
| 1987 | Troféu Mambembe                         | Mímico                                                                                           | Venceu    |        |
| 1997 | Prêmio Apetesp                          | Melhor Autor                                                                                     | Indicado  |        |
| 1997 | Prêmio Marechal Deodoro da Fonseca      | 20 anos de carreira                                                                              | Venceu    |        |
| 2000 | Prêmio Mapa Cultural Paulista           | Filme: O Rio da Minha Terra                                                                      | Venceu    |        |
| 2000 | Prêmio Tatu de Ouro                     | Filme: O Rio da Minha Terra                                                                      | Venceu    |        |
| 2001 | Prêmio Projeção Nacional                | Espetáculo: 502 anos de Besteirol                                                                | Venceu    |        |
| 2003 | Prêmio Revelação Nacional               | Roteirista: Viagem Insólita                                                                      | Venceu    |        |
| 2005 | Prêmio Oscar Projeção Nacional          | Roteiro e Direção da Serie: ConsCiencia na Cultura                                               | Venceu    |        |
| 2006 | Prêmio Oscar Projeção São Paulo         | Filme: Minha Cidade – Cabreúva                                                                   | Venceu    |        |
| 2007 | Prêmio Brasil-Japão                     | Filme: Sol nascente no Brasil                                                                    | Venceu    |        |
| 2007 | Prêmio Êxito Profissional               |                                                                                                  | Venceu    |        |
| 2008 | Prêmio Centenário da Imigração Japonesa | Filme: Sol nascente no Brasil                                                                    | Venceu    |        |
| 2009 | Prêmio Êxito Profissional               | Filme: Os Caminhos de Sorocaba, projeto Baú da Historia                                          | Venceu    |        |
| 2013 | Prêmio Êxito Profissional               | Série: Plaquita                                                                                  | Venceu    |        |
| 2014 | Prêmio Êxito Profissional               | Novela: Joia Rara                                                                                | Venceu    |        |
| 2014 | Prêmio Destaque Brasil                  | Novela: Joia Rara                                                                                | Venceu    |        |
| 2015 | Prêmio Ênfase Nacional                  | Novela: Cúmplices de um Resgate                                                                  | Venceu    |        |
| 2021 | Doutor Hipóteses                        | Filme: Melhor Ator FICOCC - Five Continents International Film Festival - Venezuela              |           | Venceu |
| 2021 | Doutor Hipóteses                        | Filme: Melhor Ator OTB \| Only The Best Film Awards – Miami – Florida – USA                      |           | Venceu |
| 2022 | Doutor Hipóteses                        | Filme: Melhor Ator Rome International Movie Awards – Roma – Italia                               |           | Venceu |
| 2022 | Doutor Hipóteses                        | Filme: Melhor Ator Cult Critic Movie Awards – Índia                                              |           | Venceu |
| 2022 | Doutor Hipóteses                        | Filme: Melhor Ator Virgin Spring Cinefest – Calcutá – Índia                                      |           | Venceu |
| 2022 | Doutor Hipóteses                        | Filme: Melhor Ator BIMIFF - Brazil International Monthly Independent Film Festival – RJ – Brasil |           |        |
| 2022 | Doutor Hipóteses                        | Filme: Melhor Ator Knight of the Reel Awards – Índia                                             |           | Venceu |
| 2022 | Doutor Hipóteses                        | Filme: Melhor Ator Luis Bunuel Memorial Awards                                                   |           | Venceu |
| 2022 | Doutor Hipóteses                        | Filme: Melhor Ator T.I.F.A. - Tietê International Film Awards – São Paulo – Brasil               |           | Venceu |